# Tirza (film)
Pour les articles homonymes, voir Tirza (homonymie).
Pour plus de détails, voir Fiche technique et Distribution.
Tirza est un film néerlandais réalisé par Rudolf van den Berg. Le film sort en salle uniquement aux Pays-Bas le 30 septembre 2010. Il s'agit de l'adaptation du roman Tirza de Arnon Grünberg, auteur néerlandais qui avait gagné le prix de la chouette d’or avec cet ouvrage.

## Synopsis
Jörgen Hofmeester, un homme d'âge mûr, mène une vie bien rangée dans un quartier bourgeois d'Amsterdam. Ancien éditeur, il vit dans une solitude morne depuis le départ de sa femme et la rupture de ses liens avec sa fille aînée. Son dernier lien affectif est Tirza, sa fille cadette, qu'il chérit de manière obsessionnelle.
Lorsque Tirza part en voyage en Namibie avec son petit ami, Jörgen s'inquiète. N'ayant plus de nouvelles d’elle, il décide de partir à sa recherche à travers le désert africain. Là-bas, il fait la rencontre d'une fillette noire qu’il prend sous son aile. Tandis que son périple progresse, les souvenirs se mêlent à la réalité, et les raisons profondes de son voyage prennent une tournure beaucoup plus sombre et tragique.
Ce voyage initiatique révèle peu à peu les fêlures profondes de Jörgen, sa culpabilité, ses névroses et son rapport troublant avec Tirza. Le film navigue entre l’amour paternel, la perte, la folie, et les illusions d’un homme brisé.

## Fiche technique
- Titre : Tirza[3],[1]
- Réalisation : Rudolf van den Berg
- Scénario : Arnon Grunberg, Rudolf van den Berg
- Producteur : Jeroen Koolbergen, San Fu Maltha
- Producteur exécutif : Pierre Spengler
- Montage : Job ter Burg
- Musique : Bob Zimmerman
- Chef décorateur : Benedict Schillemans, Linda Bogers
- Directeur du casting : Janusz Gosschalk, Marc van Bree
- Directeur de la photographie : Gábor Szabó

- Société de production : Fu Works Productions[4]
- Pays de production : Pays-Bas
- Langue originale : néerlandais
- Genre : drame
- Durée : 100 minutes
- Dates de sortie : 30 septembre 2010

## Distribution
- Gijs Scholten van Aschat : Jörgen Hofmeester
- Sylvia Hoeks : Tirza Hofmeester
- Johanna ter Steege : Jörgen's Wife
- Keitumetse Matlabo : Kaisa
- Nasrdin Dchar : Choukri
- Jeroen Spitzenberger : Publisher
- Abbey Hoes : Ibi Hofmeester
- Naomi van Es : Tirza Hofmeester (8 ans)
- Titia Hoogendoorn : Ester zonder h
- Gert Kats : Andreas

## Box office
| Pays ou Région | Ouverture       | Montant total     |
| -------------- | --------------- | ----------------- |
| Pays-Bas       | 308 409 dollars | 1 666 437 dollars |
| Monde          | 308 409 dollars | 1 666 437 dollars |

## Récompenses et distinctions
Tirza a été choisi pour représenter officiellement les Pays-Bas aux 83e cérémonie des Oscars du meilleur film international en 2011. Il ne remporta pas le titre,.